# Tommaso Brancaccio
Tommaso Brancaccio, dit le cardinal de Tricarico (né à Naples, Italie, alors dans le royaume de Naples, et mort le 8 septembre 1427 à Rome) est un pseudo-cardinal italien du XVe siècle de la puissante famille Brancaccio.
Il est un neveu de l'antipape Jean XXIII. D'autres cardinaux de sa famille sont Landolfo Brancaccio (1294), Ludovico Bonito (1408),  Niccolò Brancaccio, pseudo-cardinal de Clément VII (1378), Rinaldo Brancaccio (1384), Francesco Maria Brancaccio (1633) et Stefano Brancaccio (1681).

## Biographie
Brancaccio est nommé évêque de Pouzzoles en 1405 et transféré la même année à Tricarico.
L'antipape Jean XXIII le crée cardinal lors du consistoire du 6 juin 1411. En 1411, il est nommé abbé commendataire de S. Giacomo di Stura à  Turin. Le cardinal Brancaccio est administrateur apostolique d'Aversa à partir de 1418.
Il participe au conclave de 1417, lors duquel Martin V est élu.